# Atgoli
Atgoli (perz. آتگلی) je jezero u Ardabilskoj pokrajini na sjeverozapadu Irana, oko 15 km istočno od Mešginšahera odnosno 40 km zapadno od Ardabila. Smješteno je na sjevernim obroncima Sabalana na nadmorskoj visini od 2496 m i jedno je od osam prirodnih jezera na vulkanskoj planini, dok ostala uključuju ardabilski Kara-Gol, sarapski Kara-Gol, Kizil-Bare-Goli, Kizil-Gol, Kuri-Gol, Sari-Gol i kratersko Sabalansko jezero. Atgoli ima površinu od 3,0 ha, dubinu do 5,0 m i zapremninu do 80 tisuća m³. Trokutastog je oblika i proteže se duljinom od 260 m u smjeru sjever−jug odnosno širinom do 230 m. Jezero se vodom opskrbljuje prvenstveno pomoću sjevernih i zapadnih planinskih pritoka koji nastaju proljetnim otapanjem snijega, a otječe prema sjeveroistoku pritokom Ahar-Čaja koji pripada kaspijskom slijevu. Najbliže naselje koje gravitira jezeru je Gonbad, selo udaljeno 6,5 km prema sjeveroistoku.

## Poveznice
- Zemljopis Irana
- Popis iranskih jezera